# Okaw
Der  Okaw, umgangssprachlich kurz Kad, war ein großes russisches Volumenmaß und wurde als Gewichtsmaß im Handel verwendet. Das Maß wurde bald abgeschafft, da es sich in der Praxis als untauglich erwies. Den Okaw teilte man in halbe und viertel Okaw ein.
- 1 Okaw = 4 Tschetwert

Abgeleitet vom großen Kornviertel Tschetwert mit den Werten als Volumenmaß
- 1 Tschetwert = 10.573,65 Pariser Kubikzoll = 2,099 Hektoliter

rechnete man beim Handel mit Getreide den Tschetwert nach russischen Pfunden
- 1 Tschetwert Weizen = 380 Pfund (russ.)
- 1 Tschetwert Roggen = 354 Pfund (russ.)
- 1 Tschetwert Gerste = 290 Pfund (russ.)
- 1 Tschetwert Hafer = 240 Pfund (russ.)
- 1 Okaw = 32 Pud bei Roggen, etwa 524 Kilogramm (1 Pud mit 16,38 kg angenommen)

Die Maßkette war nach Oktober 1835:
- 1 Okaw = 4 Tschetwert = 8 Osmina = 16 Polosmina = 32 Tschetwerik = 128 Tschetwerka = 256 Garnetz = 7680 Chast/Becher = 839,6064 Liter[3]